# 畑沢基由
畑沢 基由（はたざわ もとよし、1957年-）は、日本の写真家。新潟県出身。
長時間露出による独自の「闇渡り」技法を用いた幻想的な作品が多く、宮沢賢治の作品をテーマにした写真集を出版している。
日本写真協会会員。

## 写真集
- 宮沢賢治の「夜」（新潮社、1995年）ISBN 978-4106024108
- 宮沢賢治の幻想写真館 （小学館、1996年）ISBN 978-4093941167

## 写真展等
- 2000年8月　「幻想模様」　入江泰吉記念奈良市写真美術館
- 2005年9月　「現代作家セカンド展」　塩沢町立今泉博物館

## 受賞歴
- 1991年　第2回コニカ写真奨励賞